# Don't Look Up
Don't Look Up är en amerikansk film från 2021. Den är skriven, producerad och regisserad av Adam McKay och har Leonardo DiCaprio och Jennifer Lawrence i huvudrollerna som två astronomer som försöker varna mänskligheten för en annalkande komet som kommer att förstöra den mänskliga civilisationen. 
Kometen är en allegori för den globala uppvärmningen och filmen är en satir över regeringars och medias likgiltighet inför klimatkrisen.
I biroller medverkar bland andra Jonah Hill, Mark Rylance, Tyler Perry, Timothée Chalamet, Ron Perlman, Ariana Grande, Scott Mescudi, Himesh Patel, Melanie Lynskey, Cate Blanchett, Rob Morgan och Meryl Streep. Grande och Mescudi samarbetade också på låten "Just Look Up" som en är del av filmens soundtrack.

## Mottagande
Don't Look Up har fått blandade recensioner. Under de första elva dagarna blev filmen Netflix tredje mest sedda film någonsin. 
En rad klimatforskare och klimatkommunikatörer har uttalat sig positivt om filmen. I en opinionsartikel publicerad i The Guardian, skrev klimatforskaren Peter Kalmus att det är "den mest träffande filmen om samhällets skrämmande icke-svar på klimatkrisen har jag sett." Klimatforskaren Michael E. Mann uttryckte också sitt stöd för filmen och kallade den för en "seriös sociopolitisk kommentar som poserar som komedi". I en artikel för Scientific American kritiserade Rebecca Oppenheimer filmens försök till satir av klimatförändringarna, men berömde dess skildring av vetenskapsförnekelse.
Neil deGrasse Tyson har kallat filmen en "dokumentär" om nyheter, pratshower, sociala medier och politik.